# Vattensalamandrar
Vattensalamandrar (Triturus) eller vattenödlor, är ett släkte stjärtgroddjur som tillhör familjen salamandrar (Salamandridae). Vattensalamandrarna är inte ödlor, utan groddjur. 
Vattensalamandrarna är fridlysta i Sverige. Det är förbjudet att förstöra dess fortplantningsområden eller viloplatser, något som tidigare har stoppat byggen av bostäder.
Släktets arter förekommer från Storbritannien, Skandinavien och Centraleuropa till Uralbergen och Kaspiska havet. I söder når de Främre Asien.

## Arter
Släktet innehåller mellan 7 och 9 arter:
- Triturus anatolicus
- Bergvattensalamander (T. alpestris) – Taxonomin omstridd; förs även till Ichthyosaura eller Mesotriton. Arten finns även i Norden.
- Alpin större vattensalamander (T. carnifex)
- Större vattensalamander (T. cristatus) – Finns även i Norden.
- Större donauvattensalamander (T. dobrogicus)
- T. ivanbureschi
- Sydlig större vattensalamander (T. karelinii)
- Triturus macedonicus
- Marmorvattensalamander (T. marmoratus)
- Iberisk marmorsalamander (T. pygmaeus)

Till detta släkte räknades förr även den mindre vattensalamandern, (Lissotriton vulgaris). Den räknas numera till släktet Lissotriton.